# Куяшта
Куяшта́ (баш. Ҡуяшты) — река в России, протекает по Гафурийскому району Башкортостана. Устье реки находится в 42 км по левому берегу реки Мендим. Длина реки составляет 13 км.

## Притоки
- Казанка (лв.)[3]

## Данные водного реестра
По данным государственного водного реестра России относится к Камскому бассейновому округу, водохозяйственный участок реки — Белая от города Стерлитамак до водомерного поста у села Охлебино, без реки Сим, речной подбассейн реки — Белая. Речной бассейн реки — Кама.
По данным геоинформационной системы водохозяйственного районирования территории РФ, подготовленной Федеральным агентством водных ресурсов:
- Код водного объекта в государственном водном реестре — 10010200712111100018913
- Код по гидрологической изученности (ГИ) — 111101891
- Код бассейна — 10.01.02.007
- Номер тома по ГИ — 11
- Выпуск по ГИ — 1